# Ray Wilkins
Raymond Colin „Ray” Wilkins MBE (Hillingdon, 1956. november 14. – London, 2018. április 4.) angol labdarúgóedző, középpályás, televíziós szakértő.
Az 1980-as években az angol labdarúgó-válogatott kulcsjátékosa volt, de ért el sikereket több klubbal is, mint a Chelsea, a Manchester United, az AC Milan, a Queens Park Rangers, vagy a Rangers.
Édesapja a profi labdarúgó George Wilkins volt; van két lánytestvére és három labdarúgó fiútestvére: Graham Wilkins (Hillingdon, 1955. június 28. –) korábbi profi, aki a Chelsea, a Brentford és a Southend United színeiben szerepelt a Football leagueben; a Brighton & Hove Albion-edző és játékos Dean Wilkins; és Stephen Wilkins, akit szerződtetett a Chelsea, majd olyan amatőrcsapatokban játszott, mint a Dagenham és a Hayes.